# Querelle des Pantomimes
La Querelle des Pantomimes est une expression proposée par Arianna Fabbricatore pour indiquer une controverse milanaise spécifique à la danse, qui a opposé entre 1774 et 1776 deux maîtres de ballet ainsi que leurs défenseurs : le Français Jean-Georges Noverre et l’Italien Gasparo Angiolini.

## Dénomination
La polémique entre Noverre et Angiolini a été baptisée « Querelle des Pantomimes » par Arianna Béatrice Fabbricatore dans sa thèse et l'ouvrage qui en est issu. Ce terme désigne la polémique spécifique à la danse, située chronologiquement et culturellement entre deux importantes polémiques sur la musique concernant l’Italie et la France : la Querelle des Bouffons, d'une part, et la Querelle des Gluckistes et des Piccinnistes, d'autre part.
Elle implique plusieurs hommes de lettres de l’intelligentsia milanaise, dont le philosophe Pietro Verri et le poète Giuseppe Parini.

## Origine
La querelle éclate quand Jean-Georges Noverre, alors maître de ballet à Vienne, est appelé à Milan, qui était à l’époque sous la domination autrichienne, pour remplacer son collègue Gasparo Angiolini. En été 1774, Noverre arrive à Milan, tandis qu’Angiolini est appelé à Vienne : « Tous les deux sont détestés là où ils se trouvent et aimés là où ils étaient auparavant ».
Plusieurs textes polémiques sur la danse voient le jour pendant cette courte période. En 1773, pour répondre aux Lettere di Gasparo Angiolini a Monsieur Noverre sopra i balli pantomimi, Jean-Georges Noverre fait publier à Vienne et à Milan une Introduction au ballet des Horaces ou Petite réponse aux grandes lettres du Sig. Angiolini. Suivent deux textes anonymes, l’un en français et l’autre en italien, tous les deux défenseurs des idées d’Angiolini : Lettre d’un des petits oracles de Monsieur Angiolini au grand Noverre en 1774 et Riflessioni sopra la pretesa risposta del Sig. Noverre all’Angiolini en 1774.
La querelle s’enflamme avec deux lettres napolitaines en 1774 : Lettera a Madame **** sopra i balli di Apelle e Campaspe e di Adele dati da Mons. Noverre nel Teatro di Milano en 1774.
Elle se poursuit avec la publication du libelle anonyme Agli amatori dei balli pantomimi et la publication de plusieurs articles dans les journaux des principales villes italiennes, mais également à Paris et à Vienne, ainsi qu’avec la circulation du manuscrit milanais Le Pacificateur lombard.
Vers la fin de l’année 1776 apparaît, à Milan, un ouvrage anonyme sous le titre Memorie per servire alla storia degli spettacoli del teatro di Milano degli anni 1774 e 1775. Partisan de Noverre, l’auteur résume les étapes et les textes qui ont fait la querelle.
Pietro Verri rédige une Lettre à Monsieur Noverre, restée inédite jusqu’à la publication de Sara Rosini.

## Les principaux sujets de polémique
Un cadre synthétique des divergences qui avaient opposé les deux maîtres de ballets, est proposé dans un petit opuscule publié en 1774, Agli amatori dei balli pantomimi, ainsi que dans les Memorie per servire alla storia degli spettacoli del teatro di Milano degli anni 1774 e 1775. 
La question centrale concerne la dramaturgie et les règles de composition du ballet. Un des sujets majeurs de la dispute est la publication des programmes de ballets. La publication du « programme de ballet » représente un point sensible de la polémique car elle met en jeu l’essence du nouveau genre du ballet-pantomime. Le postulat de base du nouveau genre présuppose que son élément constitutif, le geste, soit considéré comme la substance d’un langage compréhensible et déchiffrable. S’appuyant sur l’analogie avec la peinture et la poésie, le ballet-pantomime absorbe en théorie les capacités imitatives de l’une et de l’autre, et tente de s’imposer comme un langage parfaitement intelligible. Or la présence d’un programme de ballet est perçue comme la preuve matérielle de l’inefficacité du langage pantomime. Ange Goudar considère qu'il dit au spectateur « Monsieur, je vous avertis d’avance que vous n’entendrez rien à cette pantomime ; mais tenez voilà un petit livre, qui vous mettra au fait. Lisez-le ce petit livre, et vous sçaurez de quoi il est question. Il vous apprendra à voir le Ballet : sans lui il est impossible que vôtre imagination toute seule puisse démêler tant d’objets ». L’affirmation de la nécessité d’un « petit livre » pour « démêler » l’intrigue du ballet revient à affirmer l’exigence d’interposer entre le texte visuel du ballet (à savoir le « choréotexte ») et le spectateur un texte verbal qui interprète la danse à travers la description verbale.